# El afinador de terremotos
El afinador de terremotos  (The Piano Tuner of Earthquakes, en inglés) es la segunda película de duración media de los Hermanos Quay.

## Trama
Malvina van Stille, una cantante de ópera del siglo XIX, es asesinada en el escenario estando próxima su boda. Luego, es conducida a la villa de un extraño inventor, donde es reanimada y obligada a interpretar el papel principal en una siniestra función con actores mecánicos. El “afinador de terremotos” Felisberto es contratado para poner en marcha los siete autómatas de la función. Malvina, amnésica tras su estancia en el más allá, comienza a sentirse atraída por Felisberto, que guarda un misterioso parecido con su antiguo prometido, Adolfo.

## Conexiones
La trama está influenciada por la novela de Adolfo Bioy Casares La invención de Morel, con el hombre consciente que descubre un mundo onírico de seres que no saben que son imágenes. Adolfo, el nombre del protagonista es un homenaje a Bioy, así como Felisberto es otro homenaje al escritor oriental Felisberto Hernández, otro escritor de literatura fantástica rioplatense.
Aunque no se menciona en el film, el escenario y la iluminación de la película está fuertemente influenciado por la pintura La Isla de los Muertos, de Arnold Böcklin, pintor simbolista del siglo XIX. Otra influencia citada por los autores es El Imperio de las Luces, un cuadro del surrealista René Magritte.